# Карменталия
Карменталия (на латински: Carmentalia) е религиозен празник (култ) в Древен Рим, който се празнува от жените на 11 януари и 15 януари в чест на Кармента, богинята на раждането и предсказанието.
 Тя е преименувана на Постворта и Антеворта. Жените поставяли дарения на нейния храм в Капитолий.
На Порта Карменталис (Porta Karmentalis) на градската Стена на Сервий се намирали два олтара на богинята Кармента, където римлянките поставяли даренията си.